# Dwie prawdy
Dwie prawdy (chiń. erdi; kor. ich'e; jap. nidai; wiet. nhi dê) — dwa rodzaje prawd nauczanych przez Buddę Śakjamuniego.
Budda oprócz tzw. Czterech szlachetnych prawd, ogłosił także dwie prawdy: prawdę względną (skt samvṛtti satya, chiń. sudi) i prawdę absolutną (skt paramartha satya, chiń. zhendi). Śakjamuni dostosowywał zawsze swoje nauczanie do inteligencji i zdolności pojmowania uczniów i słuchaczy, dlatego miało ono zawsze dwie strony: filozoficzno-metafizyczną i popularną. Wszystkie sformułowania używane przez niego miały podwójny sens: dosłowny, zgodny z potocznym obyczajem językowym (skt neyartha) i ezoteryczny, metafizyczny (skt nitartha). Takie podstawowe pojęcia jak np. indywiduum (atman, sattva, pudgala, aham), kołowrót wcieleń (sansara) itp., należą do popularnej soteriologii; z punktu widzenia prawdy absolutnej (paramarthy), są one nazwami pozornymi (prajñāpti). Natomiast nazwy, których desygnaty posiadają niezależny i rzeczywisty byt, są nazwami właściwymi (tattva-prajñāpti), czyli właściwie adekwatnymi wyrazami wyrażanych przedmiotów.
Wszystkie szkoły hinajany uważają, że nazwami względnymi są takie nazwy, których desygnaty są całościami złożonymi z części. Jest to zgodne z tezą ontologiczną, że wszelka całość jest iluzją i omamem. Byt realny posiadają tylko ostatnie, dalej nierozkładalne elementy rzeczywistości, czyli tzw. dharmy.
W dalszym toku rozwoju buddyzmu problem prawdy podjęły szkoły buddyzmu mahajana, takie jak np. madhjamika, chińska szkoła tiantai i szkoła faxiang (chiński odpowiednik jogaczary).
Rozróżnienie pomiędzy dwiema prawdami umożliwiło madhjamice zsynkretyzowanie różnych doktryn szkół, które polegały na wypowiedziach Buddy i się ze sobą nie zgadzały. Realność elementów (np. skandhy, dhatu, ajatany) jest tylko empiryczna, a nie ostateczna, a abhidharmikowie potraktowali jako absolutne to, co jest uwarunkowane i względne. Budda nauczał tej doktryny elementów (np. dharm) tylko jako stopnia przygotowującego do zrozumienia ostatecznych nauk. Poza tym Budda zawsze stosował w nauczaniu metodę upajakauśalji (skt upāyakauśalya), co można przetłumaczyć jako doskonałe użycie/wybór środków/sposobów/metod. Inne nauki dawał ludziom niezaawansowanym, potrzebującym doraźnych rad, a inne – zaawansowanym duchowo. Jak napisał Nagardżuna:
Budda nauczał, mając pewien cel, realności ja i mnie, gdyż mieli oni doktrynę grup, elementów i dhatu. Jeśli wymagały tego okoliczności Budda potwierdzał ja lub zaprzeczał, zarówno potwierdzał jak i zaprzeczał lub nie robił ani tamtego, ani tego.
Bhawawiweka (skt Bhāvaviveka), uczony ze szkoły svatantra mādhyamika, zajął się problemem dwu prawd na samym początku Madhyamārtha Sangrahah. Podzielił on jednak te dwie kategorie prawd na podkategorie.
- Paramartha jako niefenomenologiczna (skt niṣprapañca) jest podzielona na dwa rodzaje, które także podzielił
  - paryāya paramārtha – absolut, który wciąż jeszcze może być opisywany słowami. Została ona podzielona przez Bhawawiwekę na dwie podkategorie
    - jātiparyāya vastu paramārtha – absolut, który może być zrozumiany jako rodzaj powszechnego, uniwersalnego istnienia
    - janmarodha paramārtha – absolut, który jest całkowitym wygaśnięciem wszelkich manifestacji. Tutaj, wydaje się, można zaliczyć hinajanistyczną koncepcję nirwany jako wygaśnięcia wszelkich sił, samskar i dharm.

  - aparyāya paramārtha – która nie może być w jakikolwiek sposób wyrażona (skt paryāyarakhitah) i jest całkowicie wolna od wszelkich empirycznych determinacji (skt sarvaprapanca-varjitah). Ta prawda odpowiada paramārtha satya Nagardżuny i Czandrakirtiego.
- Samvṛtti satya została podzielona przez Bhawawiwekę na dwie główne kategorie, z których druga, także została podzielona na dwie podkategorie
  - tathyā samvṛtti, która jest empirycznie skuteczna
  - mithyā samvṛtti, która nie jest empirycznie skuteczna
    - prawda, która pociąga za sobą proces ideacji dla jej zrozumienia (np. złudzenie typu wąż-sznur itp.)
    - prawda mniej lub bardziej mechaniczno-optycznych złudzeń (np. załamanie się obrazu patyka w wodzie itp.)

Zarówno Nagardżuna jak i Czandrakirti odrzucili praktycznie cały modalny pogląd abhidharmiki. Uważali, iż jego wyjaśnianie fenomenów jest niezadowalające. Można nawet powiedzieć, że stanowisko madhjamiki rozwinęło się na skutek ostrego krytycyzmu wobec tego jednostronnego poglądu abhidharmiki, który nie postrzegał drugiej strony stworzonego modelu – rzeczywistości empirycznej. Krytycyzm, stworzony przez Buddę, jest w ogóle związany immanentnie z buddyzmem. Jest jednym z najważniejszych elementów rozwoju buddyzmu. Madhjamika zaakceptowała empiryczną rzeczywistość (samvṛtti satya) substancji i form itd. i odrzucała je jako nieostateczne (paramārtha satya). W 1500 lat po Nagardżunie Kant doszedł do podobnych wniosków.
Doktrynę dwu prawd madhjamiki jest bardzo łatwo błędnie zinterpretować. Aby tego uniknąć trzeba nieustannie pamiętać, że madhjamika jest drogą środkową i jest doktryną śunjaty – ("pustości"). W rzeczywistości nie zajmuje się ona dwiema różnymi sferami czy zestawami. Nie ma sensu w nazywaniu jednej prawdy samvṛtti a drugiej paramartha; są one inne, ale żadna z nich nie jest mniej realna od drugiej. Relacja bowiem pomiędzy Absolutem a fenomenem nie polega na tym, że są różne... Absolut, kiedy rozpatrujemy go przez kategorie Rozumu (myślo-formy), jest światem fenomenów. Świat fenomenów pozbawiony fałszujących myślo-form, jest Absolutem. Sam absolut jest Rzeczywistością. Tak naprawdę jest tylko jedna prawda – i jest nią paramārtha satya – Absolut. Ani madhjamikowie ani jogaczarowie nie przyznają realności przedmiotom empirycznym, rozpatrują je jako wyobrażenie, w które się ogólnie wierzy.